# Kazandibi
Kazandibi són unes postres de la cuina turca molt similar a tavukgöğsü.
"Kazan dibi" significa, en idioma turc, fons de marmita. Normalment kazandibi es fa, cuinant a caramel·litzar un costat del tavukgöğsü, o bé en el fons de l'olla o per un altre mètode.